# Asociația de Fotbal a Botswanei
Asociația de Fotbal a Botswanei este forul ce guvernează fotbalul în Botswana. Se ocupă de organizarea echipei naționale și a primei ligi, precum și de eșaloanele inferioare. 